# کوسه خوک‌چشم
کوسه خوک‌چشم (نام علمی: Carcharhinus amboinensis) نام یک گونه از تیره کوسه‌ماهیان درنده است.